# Black Tie (30 Rock)
"Black Tie" é o décimo segundo episódio da primeira temporada da série de televisão de comédia de situação norte-americana 30 Rock. Teve o seu enredo co-escrito por Kay Cannon e Tina Fey, produtora executiva do seriado, e foi realizado por Don Scardino. A sua transmissão original nos Estados Unidos ocorreu na noite de 1 de Fevereiro de 2007 através da rede de televisão National Broadcasting Company (NBC). Dentre as estrelas convidadas estão inclusas Lonny Ross, Will Forte, Paul Reubens, Isabella Rossellini e April Lee Hernandez.
No episódio, o executivo Jack Donaghy (interpretado por Alec Baldwin) convida a argumentista Liz Lemon (Fey) a acompanhar-lhe a um evento elegante no qual Bianca (Rossellini), a ex-exposa dele, está. Jenna Maroney (Jane Krakowski), por sua vez, tenta infiltrar-se na festa de modo a conhecer o príncipe austríaco Habsburgo Gerhardt (Reubens), que celebra o seu aniversário no evento. Entretanto, após Tracy Jordan (Tracy Morgan) usar o escritório do TGS para fazer uma festa, o produtor Pete Hornberger (Scott Adsit) pondera trair a sua esposa com uma das dançarinas presentes.
Em geral, "Black Tie" foi recebido com aclamação universal pelos membros da crítica especialista em televisão do horário nobre, com Reubens e Rossellini recebendo a maioria dos elogios por seus desempenhos. Além disso, foi considerado por diversos periódicos como o melhor episódio de todas as sete temporadas de 30 Rock. De acordo com os dados publicados pelo sistema de mediação de audiências Nielsen Ratings, o episódio foi assistido por uma média de 5,70 milhões de telespectadores norte-americanos, e foi-lhe atribuída a classificação de 2,9 e sete de share no perfil demográfico dos telespectadores entre os 18 aos 49 anos de idade.

## Produção

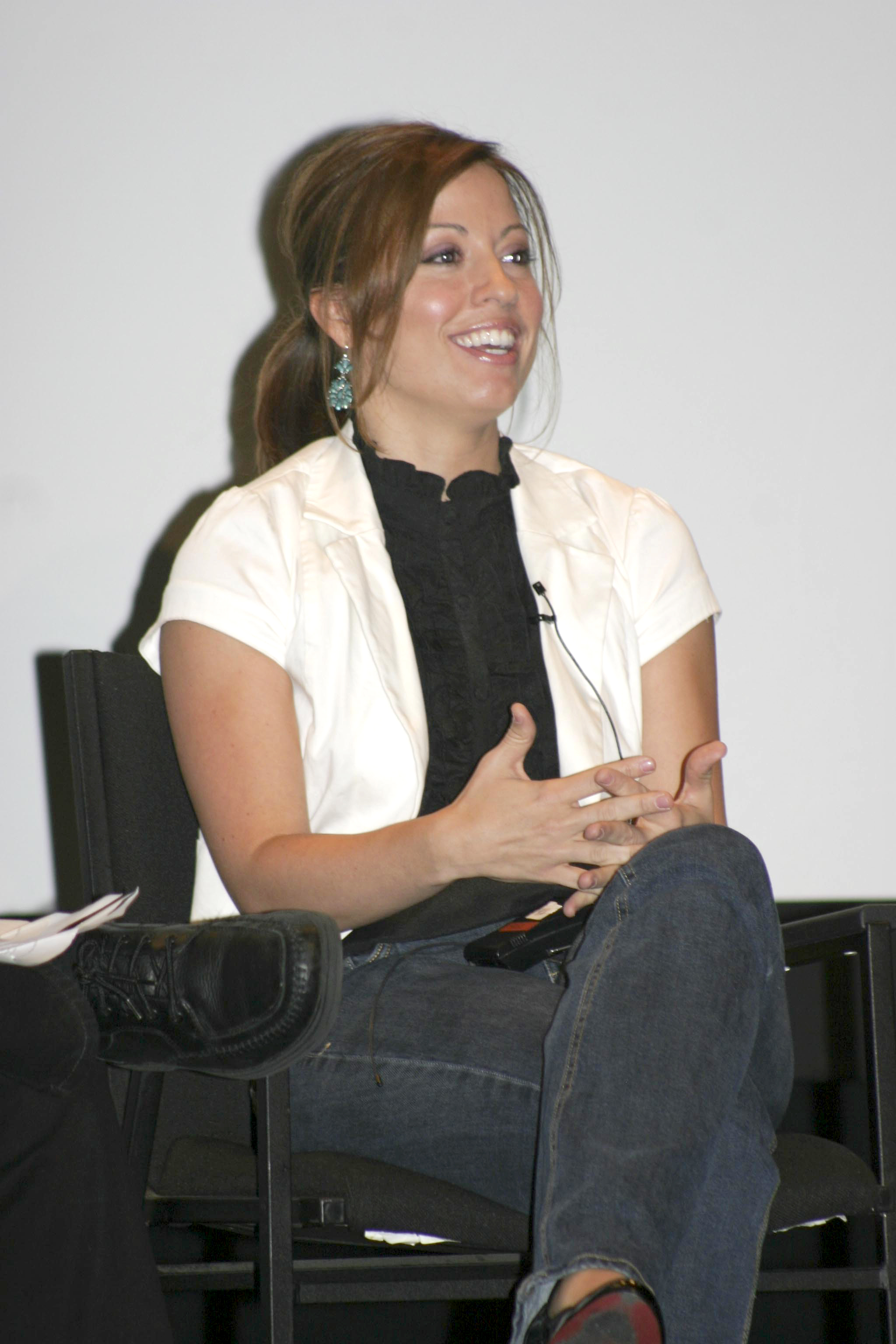
"Black Tie" foi o primeiro episódio de 30 Rock a ter o argumento escrito por Kay Cannon.

"Black Tie" é o décimo segundo episódio da primeira temporada de 30 Rock. O seu enredo foi co-escrito por Kay Cannon e Tina Fey — que além de ter criado o seriado, é ainda produtora executiva, actriz principal e argumentista-chefe — enquanto a realização ficou a cargo de Don Scardino. Esta marcou a primeira colaboração entre as guionistas que, juntas, viriam a co-escrever "Somebody to Love" na segunda temporada, "Christmas Special" na terceira, e "Lee Marvin vs. Derek Jeter" na quarta. Embora para Fey "Black Tie" tenha sido quinto episódio a ter o enredo escrito por si, para ambos Cannon e Scardino foi as suas estreias. Scardino viria a realizar mais quatro episódios nesta temporada.
O actor e comediante Will Forte, ex-membro do elenco do programa de televisão humorístico Saturday Night Live (SNL), fez uma participação em "Black Tie" como a personagem Tomas, o mensageiro do Príncipe Gerhardt. Forte viria, a partir da quarta temporada, retornar à série, porém, em um papel diferente. Vários outros membros do elenco do SNL já fizeram uma participação em 30 Rock, incluindo Rachel Dratch, Andy Samberg, Jason Sudeikis, Chris Parnell, Fred Armisen, Kristen Wiig, Horatio Sanz, Jan Hooks, Molly Shannon, e Siobhan Fallon Hogan. Ambos Tina Fey e Tracy Morgan fizeram parte do elenco principal do SNL, com Fey sendo a argumentista-chefe do programa entre 1999 e 2006. O actor Alec Baldwin também apresentou o Saturday Night Live por dezassete vezes, o maior número de episódios por qualquer personalidade.

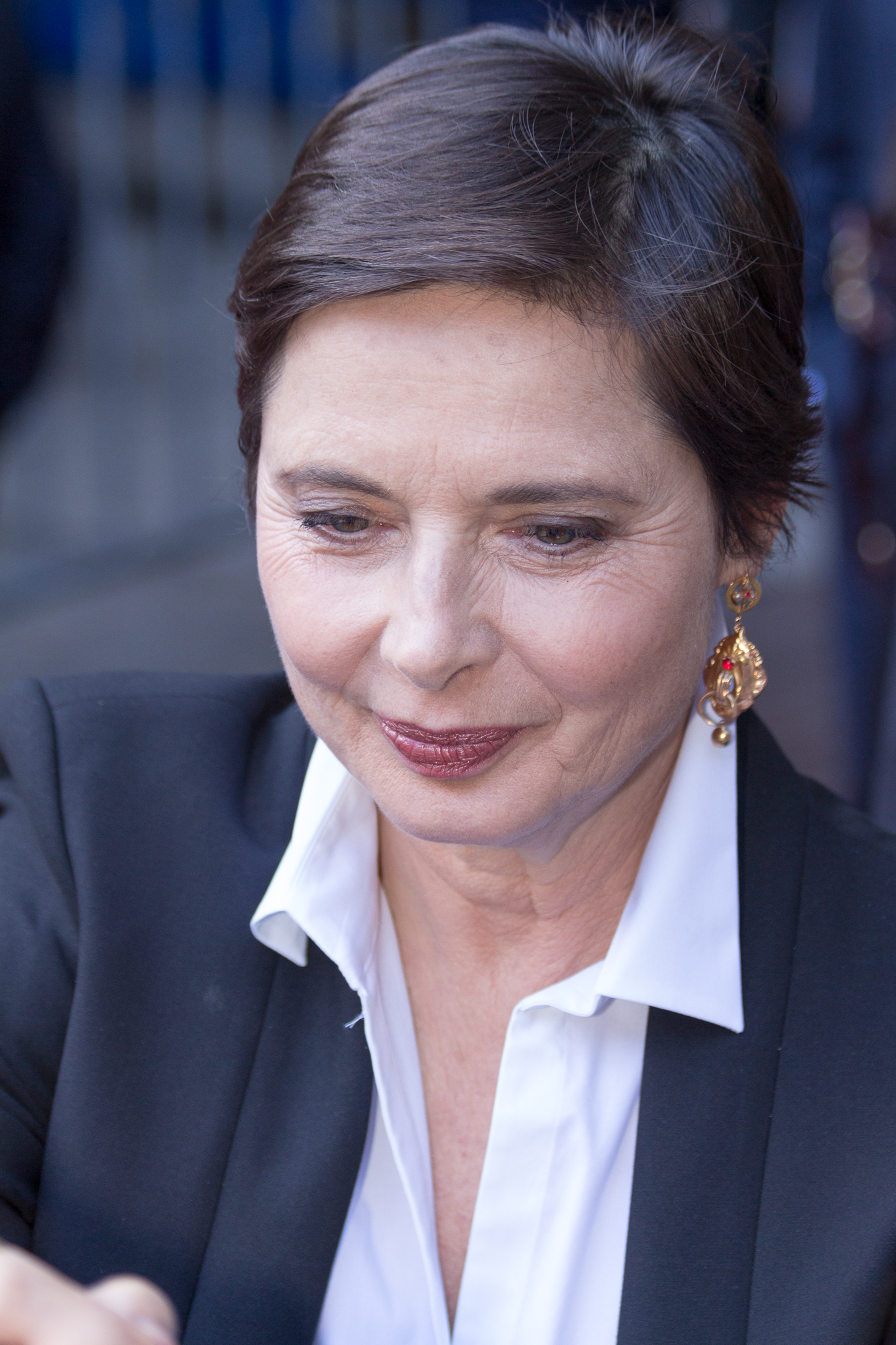
"Black Tie" marcou a primeira de duas participações especiais de Isabella Rossellini em 30 Rock.

Outras participações especiais em "Black Tie" foram dos actores Isabella Rossellini e Paul Reubens. A primeira viria a repetir o seu desempenho como a personagem Bianca no episódio seguinte, "Up All Night", enquanto o segundo teve o seu papel escrito pela criadora do seriado com ele em mente, nem sequer tendo feito uma audição para tal. "Estávamos além de entusiasmados por ter conseguido a ele para representar [a personagem]," afirmou Fey. Kevin Lasit, mestre da secção de adereços de 30 Rock, construiu a cadeira de rodas e pernas de fantoche para a personagem. Fey expressou ainda que ele "foi além das expectativas" e notou que Reubens esteve o tempo todo ajoelhado na cadeira de rodas no assento colocado por cima de si. Além disso, o actor usou dentes protéticos e uma peruca para acomodar a aparência da sua personagem. Segundo o comentado pela argumentista-chefe no DVD da primeira temporada da série, um final alternativo no qual o Príncipe Gerhardt não morre havia sido filmado, à pedido de Reubens. "Todavia, pareceu melhor para a narrativa da história se ele morresse." Na série de televisão Gotham, Reubens voltaria a interpretar uma personagem cujo fim é também devido à ingestão de álcool contra recomendações médicas.
No início do episódio, as personagens Liz Lemon (Fey) e Josh Girard (Lonny Ross) trocam piadas do tópico "Yo Mamma", frequentemente usadas com o intuito de insultar o alvo através da sua respectiva mãe. Segundo Fey, a piada dita por Liz, "Qual é a diferença entre a tua mamã e uma máquina de lavar? Quando eu descarrego uma carga na máquina de lavar, ela não me segue por uma semana," foi "um quanto porca," e ficou surpresa pela mesma ter recebido permissão da emissora para ser transmitida no ar. No entanto, foi censurada em transmissões de redifusão. Ademais, Fey, que inicialmente tinha receio do seu seriado ser cancelado durante a transmissão da primeira temporada, atribuiu a este episódio o título de "Goodbye America" ao longo do estágio de produção, visto que pensava que o enredo de um príncipe de Habsburgo, que sofre de deficiência e doenças decorrentes de uma severa consanguinidade, celebrando o seu aniversário seria tão extravagante que finalmente permitiria ao seriado prosseguir com a produção, segundo o revelado na sua autobiografia Bossypants (2011).
Em outra cena, embora Jack (Alec Baldwin) e Liz inicialmente comecem uma conversa a falar em alemão, eles prosseguem a falar palavras aleatórias do idioma. Mais tarde, após apresentá-la à sua ex-esposa, o executivo revela que também já namorou instructoras de pilates e acrobatas; em 2012, Baldwin viria a casar com Hilaria Thomas, uma instructora de yoga que queria que ele aprendesse acroyoga. Além disso, Jack revela ainda que já namorou com Beyoncé.
O actor e comediante Judah Friedlander, intérprete da personagem Frank Rossitano em 30 Rock, é conhecido pelos seus bonés de camioneiro de marca registada que usa dentro e fora da personagem Frank. Os chapéus normalmente apresentam palavras ou frases curtas estampadas neles. Friedlander afirmou que ele próprio é quem faz os acessórios. Revelou também que "alguns deles são brincadeiras íntimas, e alguns são simplesmente piadas." A ideia veio do persona de Friedlander nas suas apresentações de comédia stand-up, nas quais os objectos de adorno estão todos estampados com a escrita "campeão mundial" em línguas e aparências diferentes. Em "Black Tie", Frank usa um boné que lê "High Score".

## Enredo
Liz Lemon (Tina Fey) é convidada pelo seu chefe Jack Donaghy (Alec Baldwin) a acompanhá-lo à uma festa de aniversário do seu amigo Príncipe Gerhardt Habsburg. Embora aceite o convite, Liz teme que seja um pretexto para um encontro, com Jack negando a suposição. Na festa, após Liz deparar-se e iniciar conversa com a sua amiga Jenna Maroney (Jane Krakowski), o Príncipe faz a sua entrada. Ele tem uma deficiência física e muitas deformações e doenças devido a "séculos de consanguinidade". Enquanto isso acontece, Jack fica chocado ao notar a presença da sua ex-esposa Bianca a entrar na sala. Quando esta se aproxima dele para cumprimentar, Jack apresenta Liz como a sua namorada, de quem ela inicialmente gosta e avisa Jack para que não a perca. Ao mesmo tempo, o Príncipe Gerhardt foca-se em Jenna e envia o seu mensageiro Tomas (Will Forte) a convidá-la para jantar com ele. Ambiciosa por tornar-se em uma Grace Kelly moderna, Jenna aceita a proposta, apesar dos problemas de saúde dele. Mais tarde, Bianca revela a Liz que não gosta da possibilidade desta vir a fazer Jack verdadeiramente feliz, levando a argumentista a declarar a Jack que a sua ex-esposa ainda não o esqueceu e, para provar o facto, vai até Bianca e diz-lhe que os dois estão noivos. Ao ouvir isto, Bianca reage violentamente e ataca Liz. Depois de discutir as circunstâncias do seu relacionamento amoroso com Jenna, o príncipe Gerhardt decide que agora pode morrer feliz e bebe um pouco de champanhe. Porém, acaba por morrer pois "não consegue metabolizar as uvas." Como resultado, a festa termina e Jack vai até ao apartamento de Liz. Antes de sair, inclina-se para retirar o colar que a emprestou, mas ela confunde o acto como uma tentativa de um beijo. Jack fica repulsado pela ideia, e diz a Liz para desistir.
Não obstante, nos estúdios do TGS with Tracy Jordan, Tracy Jordan (Tracy Morgan) compara o casamento de Pete Hornberger (Scott Adsit) com o de Sansão e Dalila após ouvir o produtor a imitar o boneco de marionete Elmo enquanto ensinava o seu filho mais novo a usar o penico. Em uma noite na qual Pete teve que trabalhar no seu gabinete até tarde, Tracy entra com a sua comitiva — Grizz Griswold (Grizz Chapman) e Dot Com Slattery (Kevin Brown) — e um conjunto de outras pessoas. O cenário eventualmente se transforma no de uma festa. Embora Pete ainda esteja ocupado com o trabalho, Tracy incentiva-o a se libertar e pede a Vicki (April Lee Hernández), uma das mulheres, para que o mantenha companhia. Pete finalmente se solta e começa a ceder às tentações da jovem, mas o estagiário da NBC Kenneth Parcell (Jack McBrayer) dissuade-o de fazer qualquer coisa, forçando-o a se recordar do dia do seu casamento.

## Transmissão e repercussão

### Audiência
A transmissão original de "Black Tie" ocorreu na noite de 1 de Fevereiro de 2007 através da NBC, rede na qual foi emitido como o décimo segundo episódio da primeira temporada de 30 Rock. Naquela noite, de acordo com as estatísticas reveladas pelo serviço de mediação de audiências Nielsen Ratings, o episódio foi visto por uma média de 5,70 milhões de telespectadores e recebeu a classificação de 2,9 e sete de share no perfil demográfico de telespectadores entre os 18-49 anos de idade. O 2,9 refere-se a 2,9 por cento de todas as pessoas de 18-49 anos de idade nos EUA, e os sete refere-se a sete por cento de todas as pessoas de 18-49 anos de idades assistindo televisão no momento da transmissão.

### Análises da crítica
| Críticas profissionais     | Críticas profissionais |
| Avaliações da crítica      | Avaliações da crítica  |
| Fonte                      | Avaliação              |
| -------------------------- | ---------------------- |
| AOL                        | (positiva)             |
| The A.V. Club              | A                      |
| Decider                    | (positiva)             |
| The Harvard Crimson        | (positiva)             |
| IGN                        | 8/10                   |
| New York Magazine          | (positiva)             |
| Seattle Post-Intelligencer | (positiva)             |
| TV Guide                   | (positiva)             |
| Vox                        | (positiva)             |

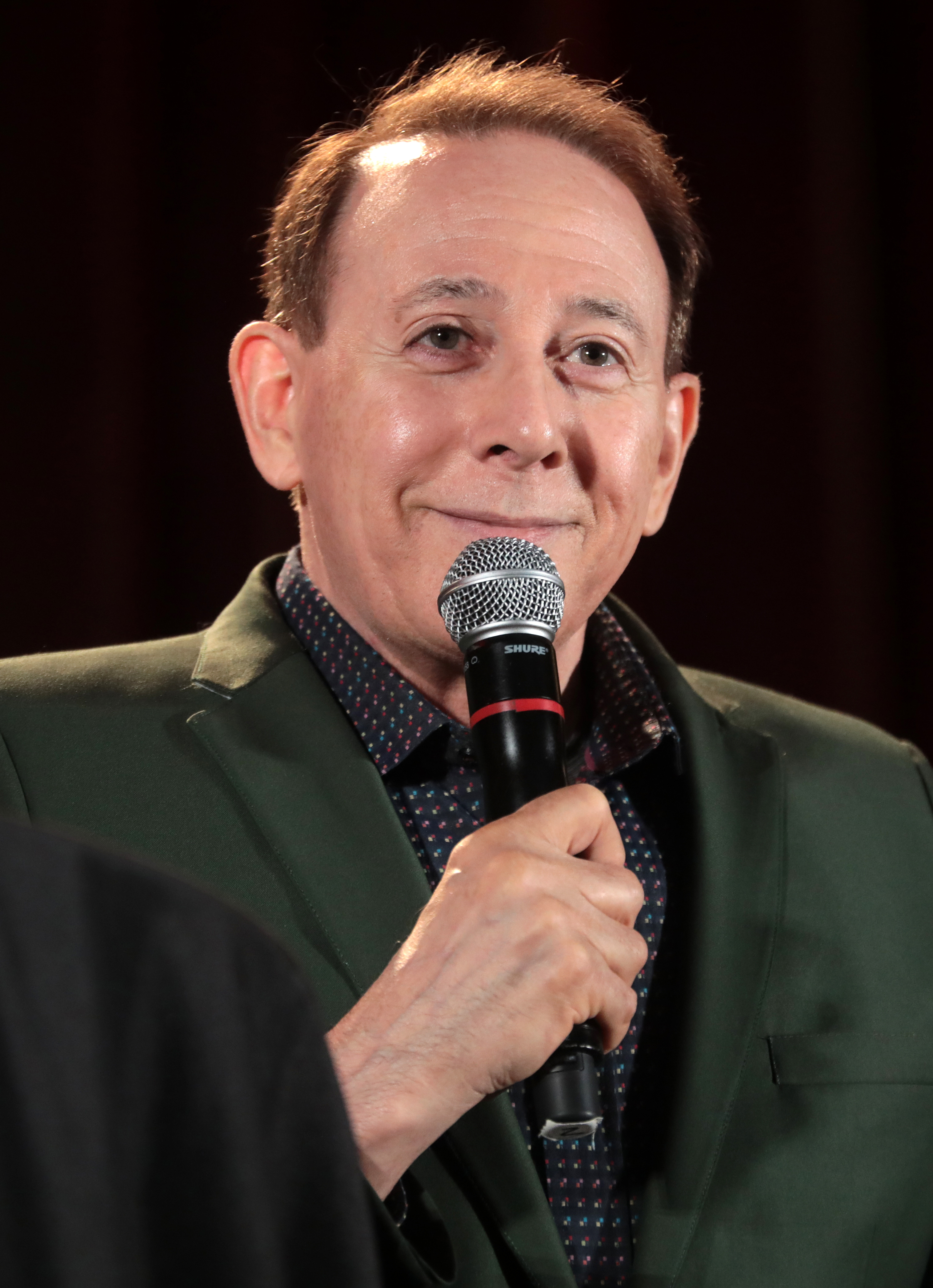
O desempenho do actor Paul Reubens foi recebido com aclamação universal por parte da crítica.

Robert Canning, analista de televisão do portal britânico IGN, descreveu o episódio como "fantástico" e atribuiu a avaliação de oito de um máximo de dez, afirmando ter gostado de todos os sub-enredos, assim como o desempenho dos actores convidados Paul Reubens e Isabella Rossellini. "'Black Tie' foi um perfeito exemplo do que faz 30 Rock tão danadamente agradável. Combinou disparates completamente absurdos e bizarros com histórias humanas reais e credíveis e, como resultado, colocou-nos a rir constantemente. Adicione duas participações especiais hilariantes à isso e você terá mais um episódio fantástico," escreveu Canning. Julia Ward, para a coluna televisiva TV Squad do portal AOL, compartilhou esta última opinião, declarando que as duas estrelas foram "escolhas bem inspiradas" e afirmando ainda que a piada de "Tracy como o diabo, Kenneth como o anjo" — na qual Tracy encorajava Pete a trair a sua esposa enquanto Kenneth o persuadia ao contrário — foi igualmente "inspirada".
Matt Webb Mitovich, para a revista de entretenimento TV Guide, também expressou agrado pelas participações dos dois actores e ainda de Will Forte, opinando que o papel desempenhado por Reubens "serviu de uma majestade memorável em um segmento muito forte, muito laugh-out-loud" deste episódio. Webb Mitovich ficou impressionado pela maneira através da qual "Black Tie" lidou com o "encontro" de Liz e Jack, citando que seriados menos grandiosos teriam "ido lá" na cena final e "realmente levantado a 'tensão' entre as suas duas personagens principais, mas Tina Fey e a sua equipa de argumentistas de crack não. Mantiveram-no 99,44 por cento leve, significando que agora nós... não estaremos a ponderar, 'E se...?'" No que concerne ao episódio por si, o crítico escreveu que foi um "episódio maravilhoso, uma série incomensuravelmente agradável, indutora-de-risadas."
A contribuinte Melanie McFarland, para a revista Seattle Post-Intelligencer, comentou que Reubens foi "perfeitamente escalado como um tarado." Sobre a aparição de Rossellini, opinou que "ela plana em representar a classe à qual estamos acostumados, mas quando Rossellini dissolve em uma trapalhada chocante, ela fornece uma das cenas mais absurdas da série até agora." Erik Adams, para o jornal de entretenimento The A.V. Club, atribuiu a avaliação de A, de uma escala de A a F, comentando: "Existe fantasia no ADN de 'Black Tie", mas o episódio tem os seus pés assentes na terra quando se trata de amor." Meghan O'Keefe, para a página Decider, descreveu "Black Tie" como "incrivelmente engraçado" e apontou a cena na qual o Príncipe Gerhardt morre como o melhor momento, elogiando também o desempenho de Will Forte. Segundo O'Keefe, este episódio foi o responsável por determinar o público-alvo de 30 Rock, na medida em que afirmou que o seriado não se iria basear em "risadas fáceis e estereótipos confortáveis", mas sim em "piadas inteligentes e muito bem escritas."

### Reconhecimento
A página online Vox colocou "Black Tie" na lista dos "cinco episódios que exemplificam a estranheza gloriosa" de 30 Rock, enquanto Allie Pape, do portal Vulture da New York Magazine, considerou-o um dos doze episódios essenciais da série. Em uma lista compilada por John Russel para o blogue TV Insider, assim como na lista publicada pelo jornal estudantil The Harvard Crimson, "Black Tie" foi posicionado como o melhor episódio do seriado.